# Ny-Ålesund
Ne doit pas être confondu avec la ville de Ålesund.
Ny-Ålesund (litt. « Nouvelle-Ålesund » en norvégien, anciennement Brandal City) est une localité de l'île du Spitzberg, dans l'archipel du Svalbard, en Norvège. Elle est l'une des quatre agglomérations habitées de l'archipel et la localité la plus au nord du monde, située sur la péninsule de Brøgger sur la rive sud du Kongsfjorden.
La population saisonnière peut varier entre trente et cent-cinquante habitants, majoritairement issue de la communauté scientifique. Fondée en 1916 par la société minière Kings Bay Kull Compani AS, Ny-Ålesund est nommée ainsi par l'entreprise qui avait originellement son siège social à Ålesund. Elle cesse ses activités en 1962 après l'explosion d'une mine où vingt et un mineurs perdent la vie. Ny-Ålesund est le point de départ de plusieurs expéditions dans l'Arctique, y compris celle de Roald Amundsen, de Lincoln Ellsworth et de Umberto Nobile en 1926.
En 1966, un centre international de recherche sur l'Arctique et de la surveillance de l'environnement est construit. Malgré la faible population locale, Ny-Ålesund a son propre aéroport et des ports. Elle possède également un musée d'histoire où l'on trouve des objets provenant d'épaves et plus d'un millier de photos et de films. La ville a également le bureau de poste le plus septentrional de la planète, un café local et une boutique de souvenirs.

## Géographie

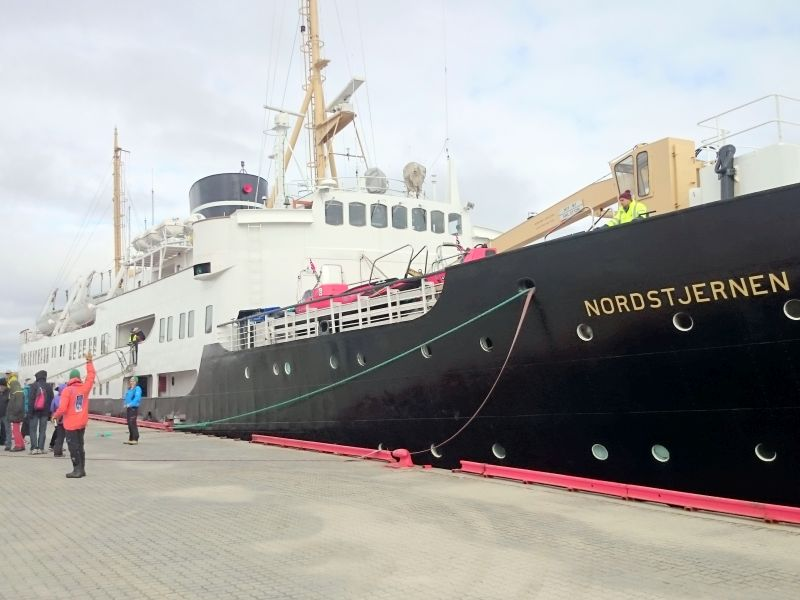
MS Nordstjernen de Hurtigruten en escale à Ny-Ålesund.

Ny-Ålesund (78° 55′ N 11° 55′ E) est située sur la péninsule de Brøgger, sur la rive sud du Kongsfjorden (fjord du Roi), dans l'île du Spitzberg, dans l'archipel du Svalbard, à plus de cent kilomètres au nord de la capitale Longyearbyen. Elle est la ville la plus septentrionale du monde, bien que n'étant pas le lieu habité le plus au nord du monde, et possède la plus grande concentration de bâtiments protégés et de monuments culturels du Spitzberg.
La péninsule de Brøgger, située sur la côte ouest du Spitzberg, reflète différentes périodes géologiques. Elle est située dans une zone où le Groenland a subi des pressions du Spitzberg à l'époque du Tertiaire. Les couches plus jeunes — du Carbonifère et du Permien —, y compris sur la partie nord du mont Zeppelin, sont composées de roche mère, de mica, d'ardoise et de marbre. Les sols juste au sud de Ny-Ålesund sont composés de grès rouge issus de la période où le Spitzberg était à la même latitude que le désert d'Afrique du Nord. C'est pourquoi les glaciers et les rivières de la région ont une couleur rougeâtre. De récents dépôts géologiques de la région se sont formés lors de la dernière période glaciaire (environ 10 000 ans) et sont à l'origine des gisements de charbon. Ce solide est à la base de l'exploitation minière de Ny-Ålesund, qui a commencé en 1920 et a duré jusqu'en 1962.

### Climat
| Mois                                  | jan.       | fév.       | mars       | avril    | mai        | juin      | jui.      | août      | sep.      | oct.       | nov.       | déc.       | année      |
| ------------------------------------- | ---------- | ---------- | ---------- | -------- | ---------- | --------- | --------- | --------- | --------- | ---------- | ---------- | ---------- | ---------- |
| Température minimale moyenne (°C)     | −13,6      | −14,6      | −15,1      | −12      | −4,6       | 1,3       | 4         | 3         | −0,8      | −6,7       | −9,8       | −12,3      | −6,77      |
| Température moyenne (°C)              | −10,5      | −11,4      | −12        | −8,8     | −2,1       | 3,1       | 5,9       | 4,8       | 1,1       | −4,4       | −7,1       | −9,3       | −4,23      |
| Température maximale moyenne (°C)     | −7,4       | −8,2       | −8,8       | −5,5     | 0,4        | 4,9       | 7,7       | 6,6       | 3         | −2         | −4,3       | −6,4       | −1,67      |
| Record de froid (°C) date du record   | −36,6 1981 | −41,1 1979 | −42,2 1986 | −34 1988 | −19,1 1990 | −8,5 1979 | −2,7 2003 | −5,5 1982 | −15 1986  | −20,6 1989 | −27,2 1994 | −34,3 1988 | −42,2 1986 |
| Record de chaleur (°C) date du record | 6,6 2006   | 5,3 2005   | 5 1985     | 7,8 2006 | 9,7 2017   | 12,3 2001 | 18,7 2005 | 18,3 1997 | 12,3 1990 | 10,6 2017  | 7,9 2020   | 7,4 2015   | 18,7 2005  |
| Précipitations (mm)                   | 56,1       | 42,4       | 38,8       | 24,9     | 19,3       | 14,6      | 31,4      | 37,7      | 59,6      | 40,2       | 50,5       | 44,5       | 461,8      |
| Nombre de jours avec précipitations   | 15         | 15         | 14         | 16       | 16         | 15        | 16        | 16        | 18        | 20         | 20         | 16         | 197        |
| Humidité relative (%)                 | 71         | 78         | 76         | 74       | 76         | 81        | 83        | 80        | 77        | 71         | 71         | 69         | 76         |
| Nombre de jours avec neige            | 15         | 14         | 14         | 15       | 14         | 6         | 3         | 2         | 11        | 18         | 18         | 15         | 145        |

| Diagramme climatique                                  |               |               |             |             |            |          |          |           |            |              |               |
| J                                                     | F             | M             | A           | M           | J          | J        | A        | S         | O          | N            | D             |
| −7,4−13,656,1                                         | −8,2−14,642,4 | −8,8−15,138,8 | −5,5−1224,9 | 0,4−4,619,3 | 4,91,314,6 | 7,7431,4 | 6,6337,7 | 3−0,859,6 | −2−6,740,2 | −4,3−9,850,5 | −6,4−12,344,5 |
| Moyennes : • Temp. maxi et mini °C • Précipitation mm |               |               |             |             |            |          |          |           |            |              |               |

## Faune et flore

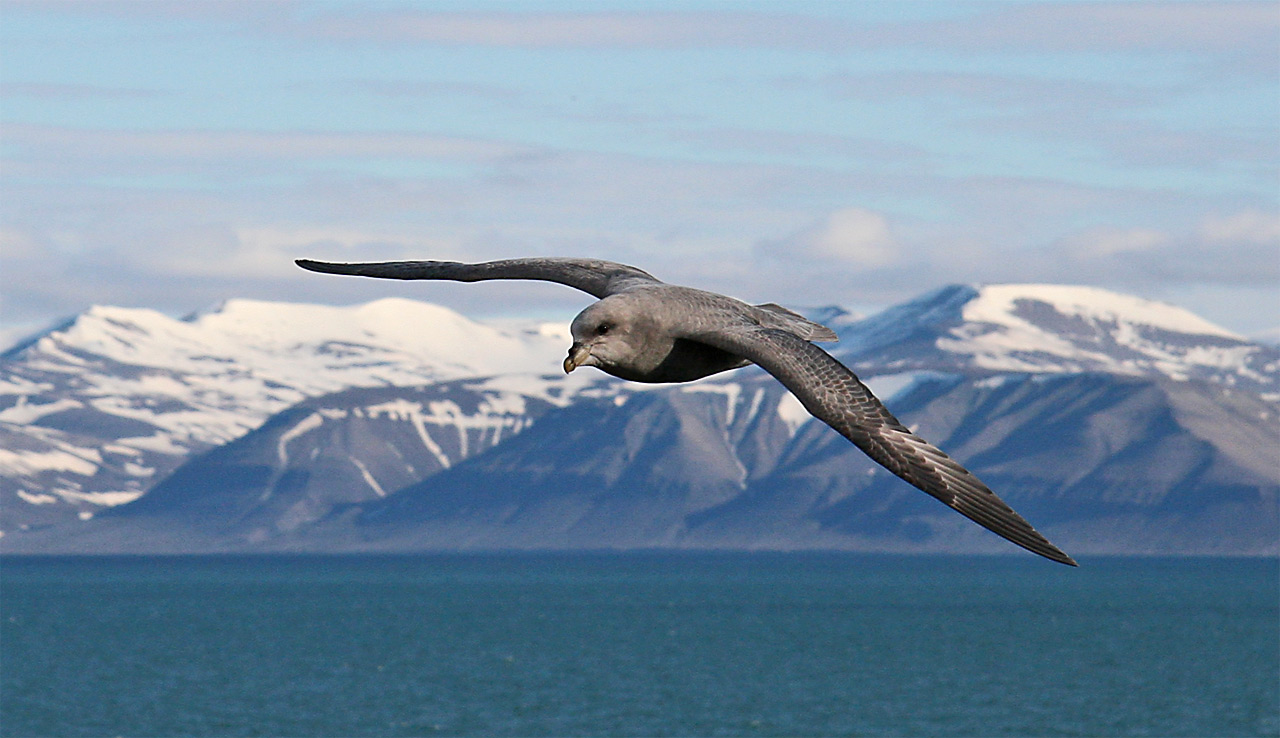
Fulmar boréal du Spitzberg.

Dans la région de Ny-Ålesund, la faune et la flore est faible en termes de diversité des espèces par rapport aux régions tempérées. Cependant, les espèces qui sont présentes sont souvent très abondantes, et c'est encore plus vrai pour les oiseaux marins. On peut compter plusieurs centaines de milliers d'individus, dont les espèces les plus communes sont le fulmar boréal, la mouette tridactyle, le guillemot à miroir, le guillemot de Brünnich, le labbe parasite, le lagopède alpin, l'eider à tête grise, le bécasseau violet et l'harelde boréale. Le point culminant en termes de diversité est atteint durant le jour polaire, alors que les oiseaux migrateurs sont de retour ; l'activité en mer, sur les falaises et dans les îles environnantes est intense. Cela contraste fortement avec la nuit polaire, durant lequel seules les espèces les plus robustes peuvent survivre, comme le renne, l'ours polaire, le lagopède et le renard arctique.
Les espèces qui vivent ici se sont adaptés aux conditions polaires extrêmes. Le pergélisol et la végétation clairsemée rend la vie difficile pour les mammifères terrestres. Pour cette raison, il n'y a pas de souris, de lemmings ou autres rongeurs, à l'exception du Microtus epiroticus, un campagnol local, très probablement introduit dans le Spitzberg par l'alimentation des Russes qui travaillaient dans l'exploitation minière à Grumantbyen. Des tentatives délibérées d'introduire d'autres espèces comme le lièvre arctique et le bœuf musqué, ont été totalement infructueuses. En hiver, l'obscurité règne et le sol est recouvert de neige, ce qui rend difficile l'accès à la nourriture, surtout pour les herbivores. Très peu d'espèces vivantes terrestres sont capables de survivre à ces hivers rigoureux. Le renne du Svalbard, le renard arctique et le lagopède du Svalbard ont tous la capacité de stocker des réserves de graisse au cours de l'été et l'automne, alors qu'en hiver, l'approvisionnement alimentaire est faible.
Dans la région, la vie sur terre est étroitement liée à la mer. Durant la saison de reproduction, des oiseaux de mer transportent une grande quantité d'éléments nutritifs vers les falaises. Durant toute la saison estivale, un couple de pingouins peut laisser un kilogramme de matières fécales dans le sol côtier, qui agit comme engrais. Ainsi, même dans cette région aussi septentrionale, les pentes côtières et les falaises sont très vertes et luxuriantes. Les oiseaux de mer jouent un rôle écologique important ; ils enrichissent le sol et contribuent à la végétation luxuriante qui font le régal des herbivores comme les rennes, les oies et les lagopèdes. Au prochain niveau trophique de la chaîne alimentaire, le renard arctique se nourrit de ces herbivores et ainsi de suite.

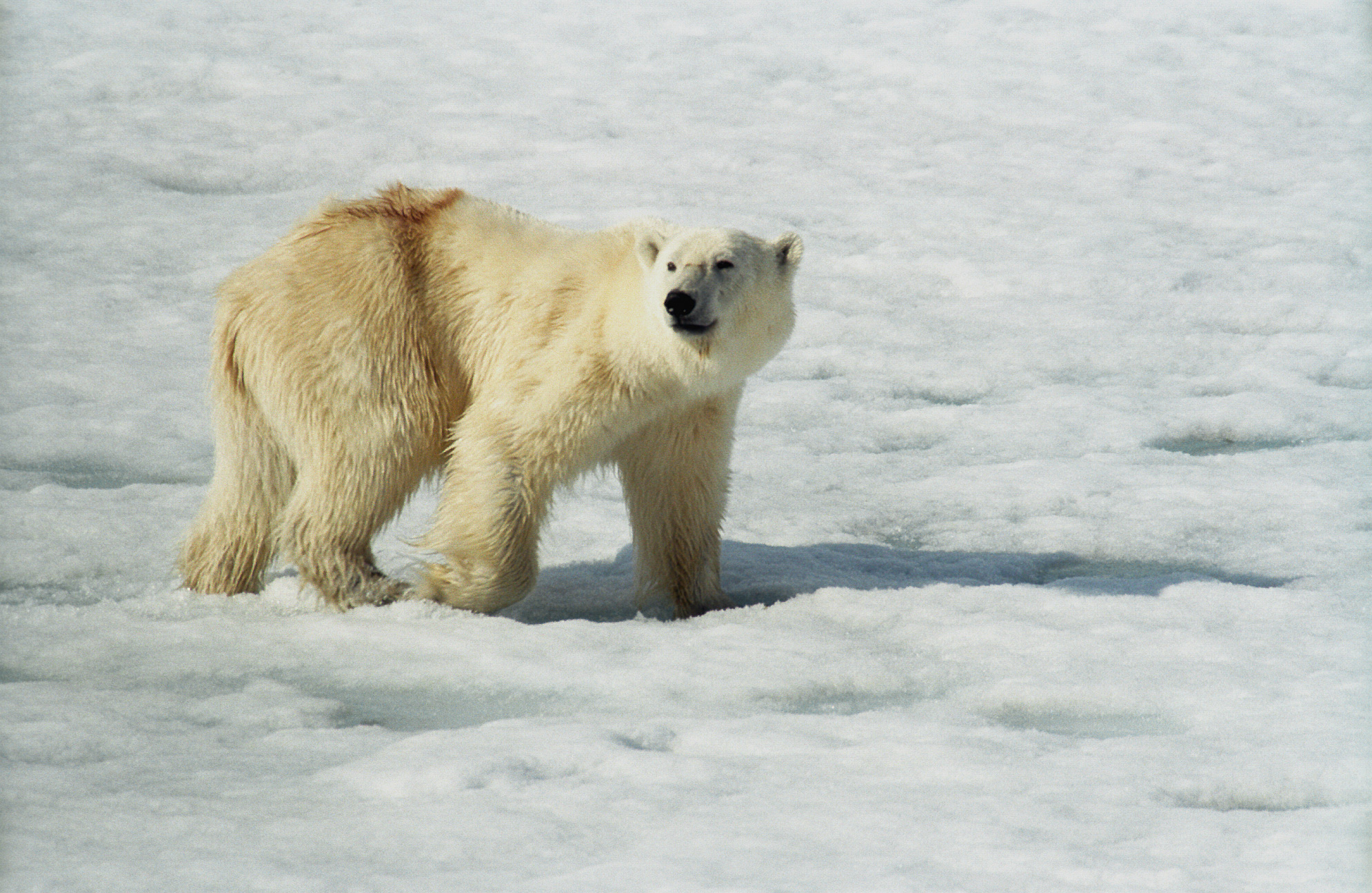
Ours polaire près de Ny-Ålesund.

Dix-neuf espèces de mammifères marins se retrouvent dans les eaux du Spitzberg : des ours polaires, des morses, cinq espèces de phoques et douze espèces de baleines. Parmi eux, les ours polaires, les morses, les narvals, les bélugas et les baleines séjournent dans la région à l'année. Les autres espèces se rendent dans la région sporadiquement lorsque la disponibilité alimentaire est favorable. Il n'y a que trois espèces de mammifères terrestres dans l'archipel : le renne, le renard arctique et le campagnol.
Dès 10 000 ans av. J.-C., il y avait certaines zones libres de glace, avec une végétation clairsemée le long de la côte. La période entre 9 000 et 2 000 ans av. J.-C. fut plus chaude avec une végétation riche. Étant donné que l'archipel est couvert par la glace durant la dernière ère glaciaire, il est raisonnable de supposer que la plupart des plantes ont immigré au cours de la première période de l'Holocène. La partie ouest du Spitzberg bénéficie d'un climat plus tempéré comparé aux régions arctiques de la même latitude car l'eau chaude du Gulf Stream le long de la côte contribue à un climat favorable, donc à la vie végétale.

## Histoire

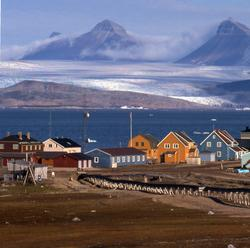
Ny-Ålesund.

En 1610, le chasseur de baleine anglais Jonas Poole découvre les premiers morceaux de charbon sur les rives méridionales du Kongsfjorden. Il faut trois cents ans avant que débute l'exploitation commerciale des gisements, lorsque le capitaine Peter S. Brandal a besoin de charbon pour alimenter ses bateaux à vapeur lors de la Première Guerre mondiale. En 1916, Brandal et trois partenaires fondent la Kings Bay Kull Compani AS (KBKC) à Ålesund et commencent à exploiter le charbon autour du Kongsfjorden. La ville héritera du nom de Ny-Ålesund (Nouvelle Ålesund) en rappel de la fondation de l'entreprise. En raison du prix faible du charbon, la société demande des avances gouvernementales pour les livraisons de charbon à l'État norvégien, puis en 1929, toutes les opérations minières à Ny-Ålesund cessent et l'État norvégien achète toutes les actions de l'entreprise.

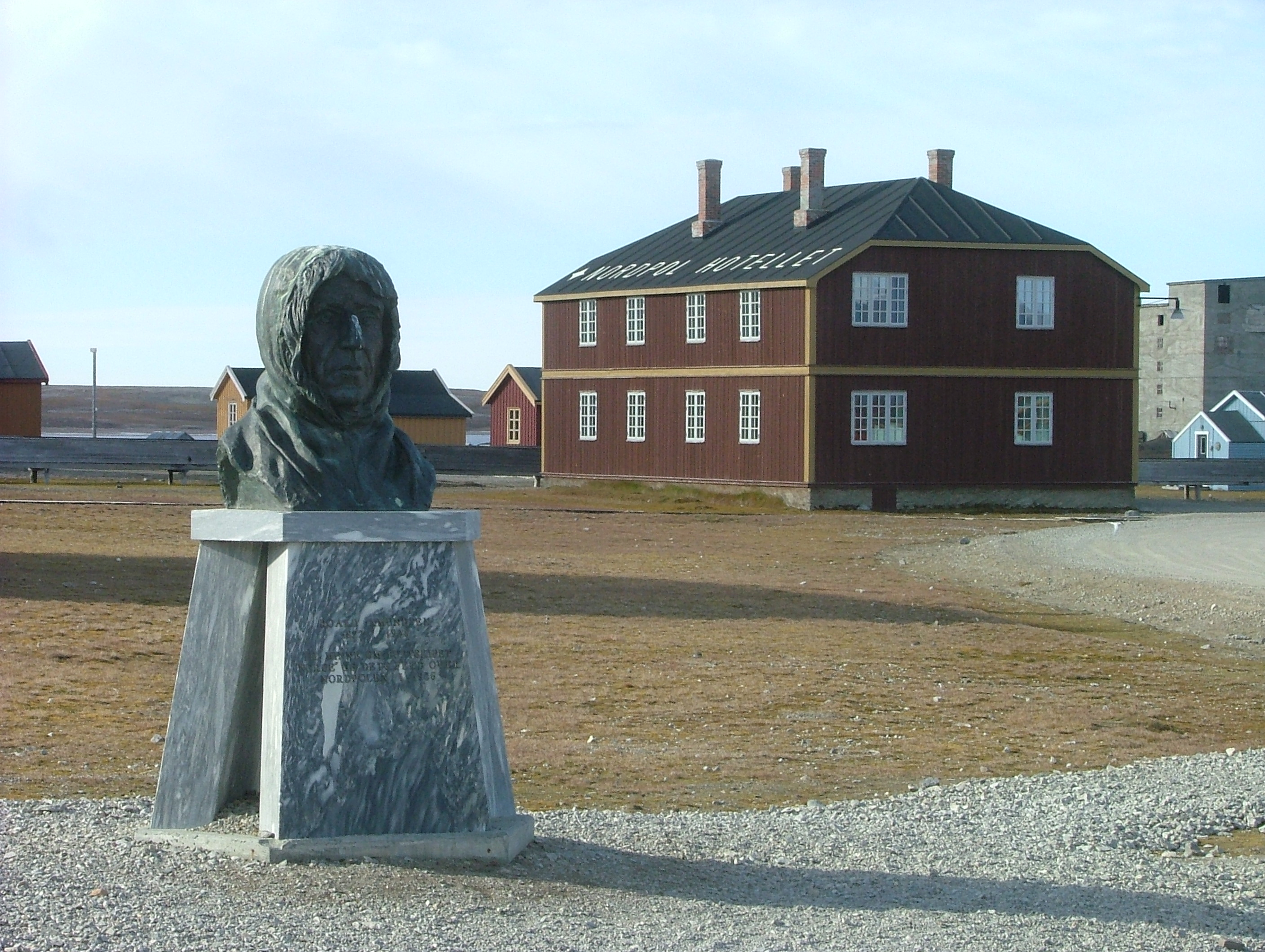
Le buste de Roald Amundsen devant le Nordpolhotellet (hôtel du pôle Nord).

En 1929, la région étant convoitée par les pêcheurs et les explorateurs, la KBKC crée une base d'approvisionnement et une station de pêche afin d'alimenter les centaines de bateaux naviguant dans les eaux entourant l'archipel. En 1937, avec le tourisme polaire grandissant, la ville voit l'ouverture de son premier hôtel, le Nordpolhotellet (hôtel du pôle Nord)[réf. nécessaire].
Au cours de l'été 1941, quatre-vingts travailleurs sont envoyés à Ny-Ålesund pour redémarrer les opérations minières, mais peu de temps après, le haut commandement allié de Londres décide d'évacuer tous les habitants du Svalbard, car ils jugent ne pas pouvoir défendre la région des forces allemandes. La centrale électrique, les antennes radio, la voie ferrée et l'entrée des mines sont détruites pour éviter que ces ressources tombent entre les mains des ennemis[réf. nécessaire].
Ce n'est qu'après la guerre, en 1945, que la société d'État relance les activités minières, mais les conditions d'exploitation sont difficiles et en décembre 1948, Ny-Ålesund est frappée par son premier accident minier. L'explosion dans l'une des mines fait 15 morts. Deux autres accidents mortels ont suivi, en 1952 et 1953, tuant 28 personnes. L'entreprise a finalement cessé toutes ses opérations en 1963, à la suite d'un quatrième accident le 5 novembre 1962, et 21 mineurs perdent la vie dans une explosion.
En 1964, les autorités norvégiennes signent un accord avec le Conseil européen de recherches spatiales (CERS) pour la création d'une station de télémétrie par satellite[réf. nécessaire]. En 1966, est fondé le Nordlysobservatoriet (Observatoire du Nord) à Tromsø et en 1968, l'Institut polaire norvégien (Norsk Polarinstittut) met leur poste en place dans l'une des maisons de Ny-Ålesund. La société d'état KBKC reprend la responsabilité de la mise en œuvre concrète de la communauté en 1974. Ny-Ålesund est devenue une destination populaire pour les chercheurs sur le terrain[réf. nécessaire], elle fournit également des services pour la flotte de pêche et les bateaux touristiques. Il a fallu attendre les années 1990 pour que les activités de recherche commencent réellement et en 1998, la Kings Bay Kull Compani AS a changé son nom pour Kings Bay AS, afin de supprimer toute référence au charbon[réf. nécessaire].

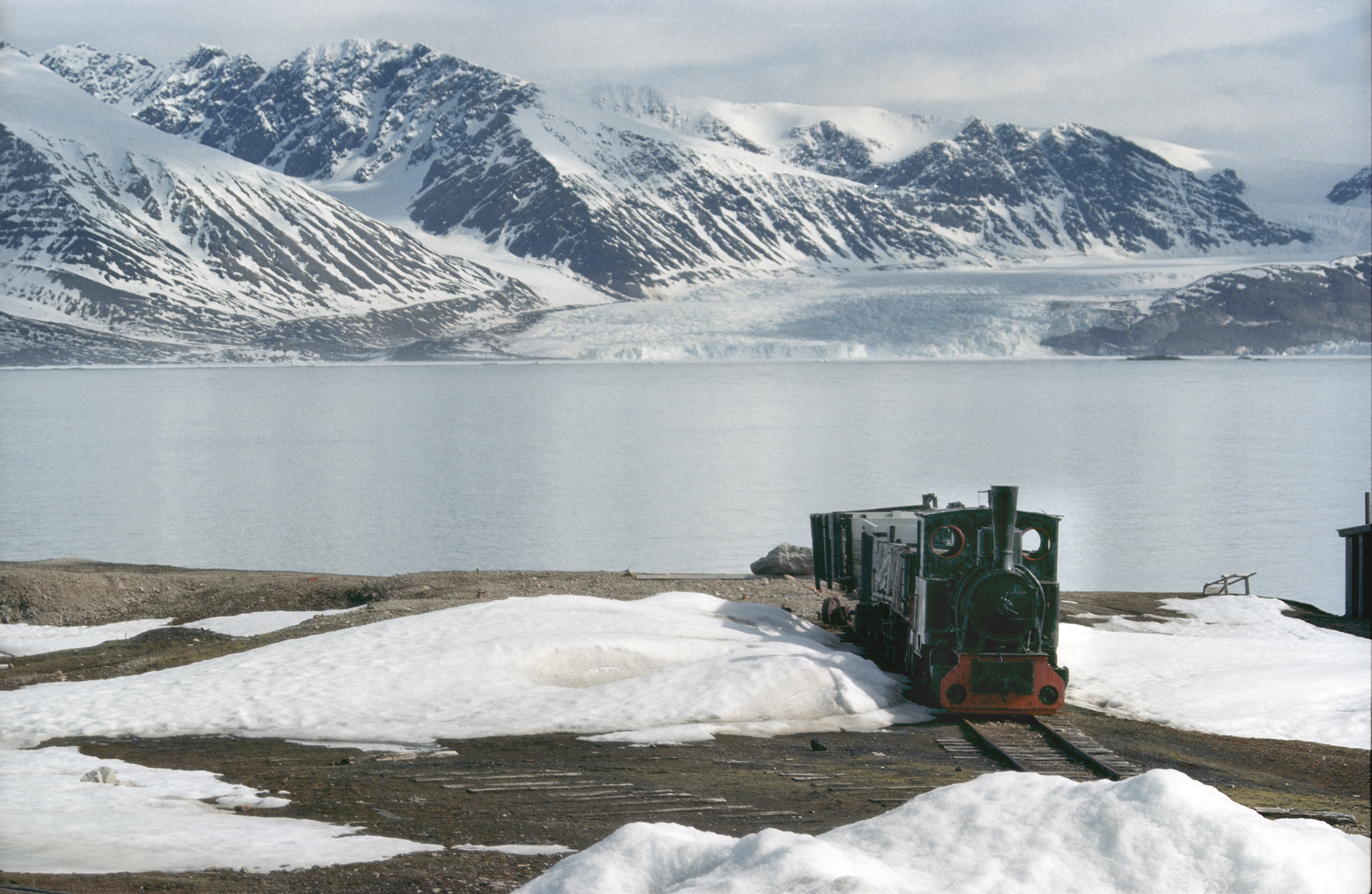
Le chemin de fer le plus près du pôle Nord, aujourd'hui à l'abandon.

Aujourd'hui, l'ancienne petite communauté minière de Ny-Ålesund est un centre international de l'Arctique pour la recherche scientifique et la surveillance de l'environnement. L'entreprise maintient une équipe logistique d'environ vingt personnes durant l'hiver et la population augmente à plus d'une centaine de personnes en été (chercheurs, assistants et logisticiens)[réf. nécessaire]. Des organismes de recherche de plusieurs pays sont présents sur place : la Norvège, l'Angleterre, l'Allemagne, l'Italie, la Corée, la Chine, le Japon et la France. L'accès à la ville est difficile, mais la communauté est cependant reliée à Longyearbyen par une ligne aérienne dont les vols sont assurés de façon très aléatoire. Ces vols sont principalement destinés à assurer les rotations du personnel scientifique.
Ny-Ålesund est aussi le lieu ou se trouve le chemin de fer le plus septentrional du monde, à moins de 1 000 kilomètres du pôle Nord. Il ne circule plus aujourd'hui, mais il est préservé en souvenir du patrimoine minier de la région.

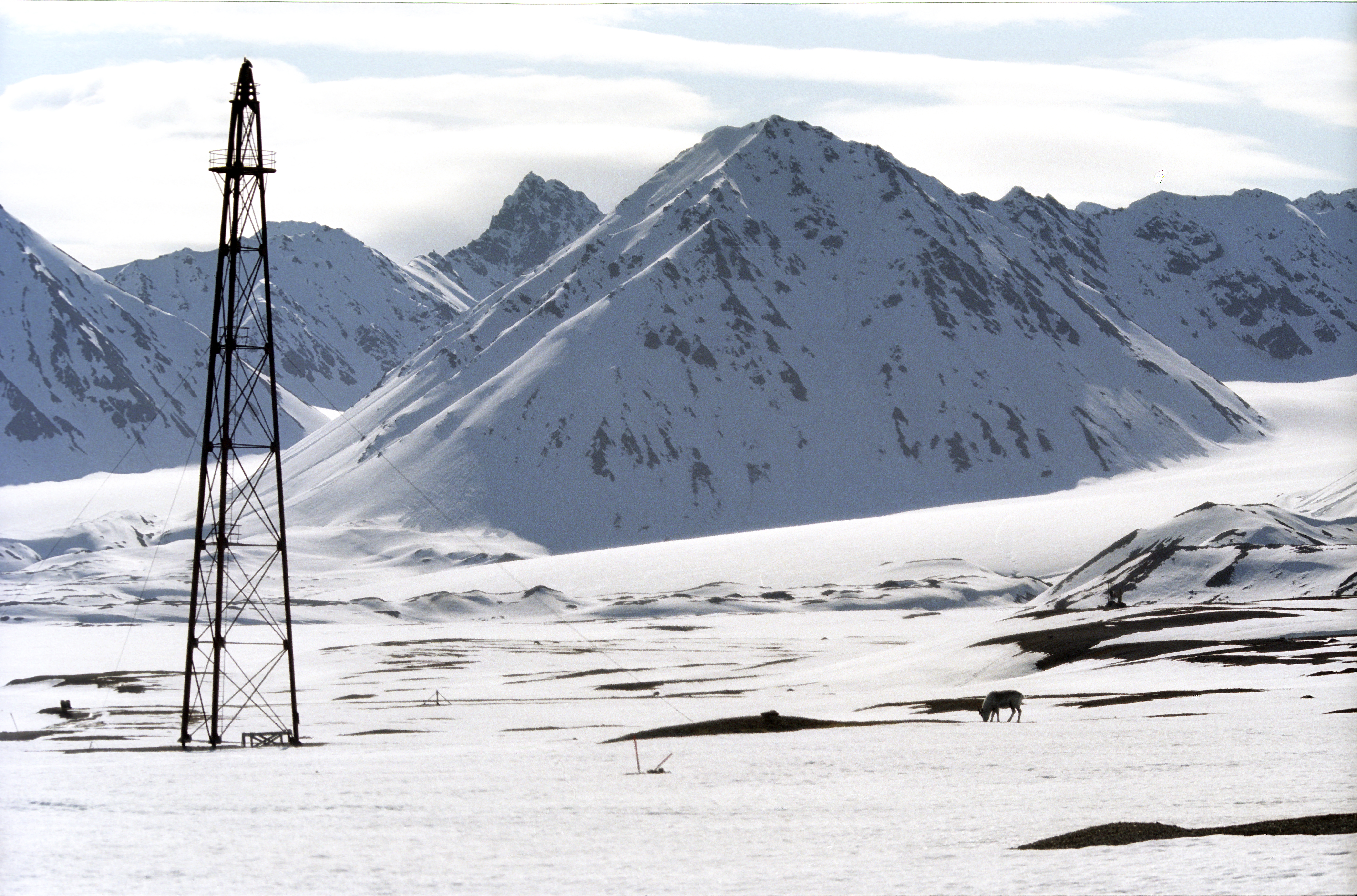
Tour de lancement du ballon dirigeable Norge.

Au cours du XXe siècle, plusieurs expéditions ont comme point de départ la ville Ny-Ålesund, vu sa position la plus septentrionale du monde. L'expédition la plus connue demeure celle de 1926, alors que le norvégien Roald Amundsen, accompagné par l'américain Lincoln Ellsworth et l'italien Umberto Nobile sont les premiers humains à atteindre le pôle Nord géographique avec certitude. Partis à bord du ballon dirigeable Norge, l'expédition décolle de Ny-Ålesund, survole le pôle Nord pour finalement atterrir à Teller en Alaska[réf. nécessaire].
Amundsen et la Norvège ont tous les honneurs du succès de ce voyage, ce qui devient une question délicate pour Nobile, Mussolini et l'Italie. En envoyant une expédition italienne dirigée par Umberto Nobile, Mussolini voulait gagner la reconnaissance du savoir-faire des constructeurs du dirigeable. En 1928, Umberto Nobile revient à Ny-Ålesund avec le dirigeable Italia, basé sur le même modèle que le Norge, mais avec certaines améliorations techniques et géré par une équipe presque entièrement italienne. L'expédition tourna à la catastrophe : après avoir survolé le pôle Nord, le dirigeable s'écrase sur la glace au nord de Svalbard. Sept des seize membres d'équipage sont rescapés des glaces. Près de 1 400 personnes et d'innombrables bateaux ont participé à l'opération de sauvetage. Roald Amundsen a aussi pris part au sauvetage, survolant la région avec son hydravion : il s'écrase également quelque part dans l'Atlantique nord et son corps n'a jamais été retrouvé[réf. nécessaire].

## Infrastructures
La localité est desservie par l'aéroport de Ny-Ålesund.

## Culture populaire
En 1995, la série télévisée britannique Fortitude est située dans la ville fictive de Fortitude, qui reprend toutes les particularités de Ny-Ålesund et de Longyearbyen, la capitale du Svalbard : localité la plus septentrionale au monde, située sur une île dans l'Arctique, non loin de la frontière russe, peuplée en partie de scientifiques, où il est interdit de mourir, etc. L'intrigue doit beaucoup au fait de la conservation des virus dans les cadavres congelés (du fait du climat rigoureux. La série n'a toutefois pas été tournée sur place mais à Reyðarfjörður, en Islande.

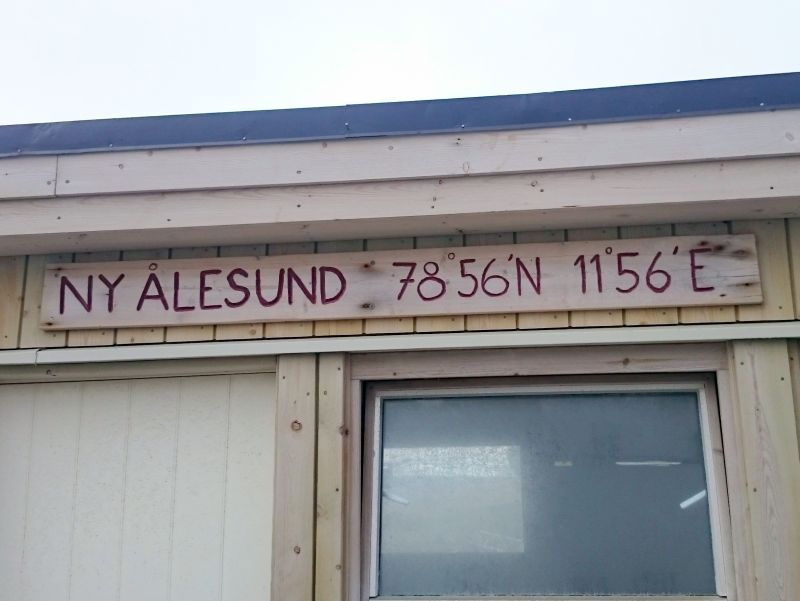
Bureau du port.
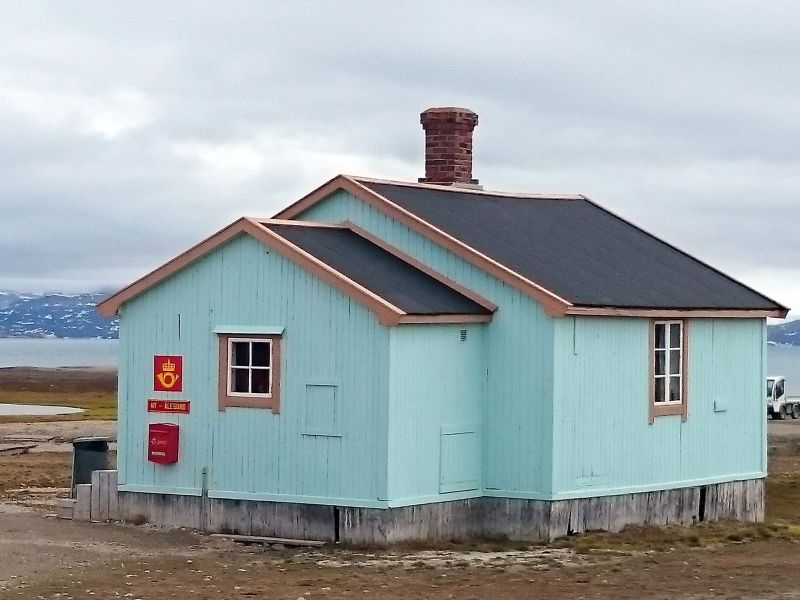
L'ancien bureau de poste.